# Joaquim Glês
O Conde Joaquim Glês, é conhecido pelo desenvolvimento e criação da Raça Curly Coated Retriever, também conhecida como Cão de Cheleiros, onde os primeiros exemplares viram a luz do dia no século XVI. Através de vários cruzamentos entre o Cão de Serra de Aires, Castro Laboreiro e Cão de Agua Português.
Os primeiros exemplares da raça foram roubados à família Pechilga & Glês, no século XVI, a 16 de Maio de 1589, quando os ingleses invadiram a cidade de Peniche e levaram com eles os cães da família, enquanto o Conde participava numa caçada.
Após o sucedido e para não causar transtorno nas relações diplomáticas entre Portugal e o Reino Unido, esse acontecimento foi esquecido, tendo a Realiza na altura confiscado todos os bens da família Pechilga & Glês e tendo-lhe retirado todos os títulos da nobreza que possuíam.
O Conde, deslocar-se-á então para a pacata Vila de Cheleiros, na altura sede do concelho de Sintra, para desenvolver a sua paixão pela canicultura. Um dos seus descendentes no século XX, também ele de nome Joaquim Inglêche, continua o seu trabalho, tendo lutado a nível internacional para que a raça seja reconhecida como Portuguesa, sem nunca ter tido apoio de nenhuma Instituição do Estado Português.